# 뻗침반사
뻗침반사 (stretch reflex, myotatic reflex) 또는 신장반사 또는 근육신장반사 (muscle stretch reflex)는 근육 신장에 대한 반응으로 나타나는 근육 수축이다. 반사(reflex)의 기능은 일반적으로 근육을 일정한 길이로 유지하는 것으로 생각되지만 반응은 종종 여러 근육과 관절에 걸쳐 조정된다. 더 오래된 용어인 깊은힘줄반사(deep tendon reflex, 심부건반사)는 이제 오해의 소지가 있다는 비판을 받고 있다. 힘줄은 반응과 거의 관련이 없으며 신장 반사가 있는 일부 근육에는 힘줄이 없다. 오히려 근방추는 신장을 감지하고 정보를 중추신경계에 전달한다.

## 같이 보기
- 골지힘줄반사
- 반사활
- 반사 (생리학)